# Медицина в Новокузнецке

## История
В Кузнецкой крепости был лазарет. В 1864 он переведен в гражданское ведомство.
В 1901 г. был создан врачебный округ и открыта первая сельская лечебница в деревянном доме, рассчитанная на 10 коек. К 1910 г. в старом Кузнецке числилось 29 медиков. Первое медучреждение на территории Кузнецкстроя появилось в 1 июля 1929 года, это была Первая городская больница. В 30-х годах строится первая инфекционная больница № 8. К концу 1931 года на Кузнецкстрое трудится 92 врача. К 1932 уже 182 врача. Имелось 1400 ясельных коек. 1000 коек, 76 амбулаторных пунктов, 25 сан. врачей, 16 здравпунктов. В 1943 строится КЗФ, появляется больница № 5 в Кузнецком районе. К 1951 году из Новосибирска в Новокузнецк переезжает Институт усовершенствования врачей. В 50-е годы строится крупная Железнодорожная больница в Точилино, а в 1964 году строят больницу № 29 в Заводском районе Новокузнецка.
К 1990 году в Новокузнецке работают 13 больниц, психиатрическая, инфекционная, противотуберкулезный диспансер, НИИ. Наиболее крупные научно-исследовательские коллективы существуют в Первой городской клинической больнице Новокузнецка (лечит ветеранов и сотрудников предприятий на площадке НКМК). Работают 25 докторов медицинских наук, более 100 кандидатов медицинских наук. С 1 января 2017 года все муниципальные медучреждения перешли в государственные с подчинением Департаменту охраны здоровья населения Кемеровской области

## Организации

### Научные организации
- Новокузнецкий государственный институт усовершенствования врачей
- Научно-исследовательский институт комплексных проблем гигиены и профессиональных заболеваний СО РАМН
- Новокузнецкий научно-практический центр медико-социальной экспертизы и реабилитации инвалидов ФМБА

### Больницы
- ГАУЗ КО «Новокузнецкая городская клиническая больница № 1 имени Г. П. Курбатова».
- ГБУЗ КО «Новокузнецкая городская клиническая больница № 29 имени А. А. Луцика»
- ГАУЗ КО «Кузбасская детская клиническая больница имени профессора Ю. Е. Малаховского»
- ГБУЗ КО «Новокузнецкая городская клиническая инфекционная больница № 8 имени В. В. Бессоненко»

### Лечебно-профилактические учреждения
Специализированные ЛПУ
- ГБУЗ КО «Новокузнецкая городская клиническая инфекционная больница № 8»
- ГБУЗ КО «Новокузнецкий детский клинический психоневрологический санаторий»
- ГБУЗ КО «Новокузнецкий клинический центр по профилактике и борьбе со СПИД и инфекционными заболеваниями»

Стоматологические ЛПУ
- Стоматологические поликлиники 1 (Центральный район), 2 (Кузнецкий район) , 3 -(Заводской и Новоильинский), 4 (Орджоникидзевский), 5 (детская Стоматология)

Учреждения здравоохранения особого типа
- ГБУЗ КО «Новокузнецкое патологоанатомическое бюро»
- ГБУЗ КО «Новокузнецкое Бюро судебно-медицинской экспертизы»
- ГБУЗ КО «Новокузнецкий Центр медицинской профилактики»
- ГБУЗ КО «Новокузнецкий информационно-аналитический центр»
- Новокузнецкий филиала ГБУЗ КО Центр крови

Диспансеры
- ГБУЗ КО «Новокузнецкая клиническая психиатрическая больница»
- ГБУЗ КО «Новокузнецкий наркологический диспансер»
- ГБУЗ КО «Новокузнецкий клинический онкологический диспансер»
- ГБУЗ КО «Новокузнецкий клинический врачебно-физкультурный диспансер»
- ГБУЗ КО «Новокузнецкий кожно-венерологический диспансер»

Учреждения скорой медицинской помощи
- ГБУЗ КО «Новокузнецкая станция скорой медицинской помощи»

### Прочие организации
- ГБУЗ КО «Новокузнецкая городская поликлиника № 1»

### Частные медицинские учреждения
- НУЗ "Узловая больница на станции Новокузнецк открытого акционерного общества «Российские железные дороги»
- Крюковская больница — МСЧ НРЗМК им Крюкова
- ООО «РУСАЛ Медицинский Центр» — Медпункт НКАЗ

- Заводской район ООО Амбулаторная хирургия , Профмед; Абсолютное здоровье
- Куйбышевский район: ЛДЦ МИБС; Медицинский институт имени Березина Сергея
- Центральный район: ООО Валеомед, GrandMedica[5][6] , ООО Диагноз+ , ООО Медиа-Сервис , ООО Медика-2, ООО Поликлиника Профмедосмотр , Профилакторий Нарцисс, Центр здоровья, ООО ЧВП Домашний врач; «Здоровое поколение» (также в других районах) ,Евромед , Алмед

### Предприятия
- Медико-инженерный центр сплавов с памятью формы

### Лаборатории
- Независимая лаборатория Инвитро

### Страховые Медицинские Организации
- Альфа-Страхование ОМС (филиал Сибирь)- Новокузнецкое отделение −16 офисов.
- СК Ингосстрах- М (филиал в Кемерово) -Допофис.
- Сибирский Спас-Мед −3 офиса.

## Руководство
Региональными медицинскими учреждениями руководит Территориальное управление Департамента здравоохранения Кемеровской области, расположенное по адресу Энтузиастов. 28.